# (2347) Vinata
(2347) Vinata (1936 TK) – planetoida z grupy pasa głównego asteroid okrążająca Słońce w ciągu 5,44 lat w średniej odległości 3,09 au. Odkryta 7 października 1936 roku.